# Ligue des femmes juives
La Ligue des femmes juives (Jüdischer Frauenbund, JFB) est une association féminine confessionnelle fondée en 1904 par Bertha Pappenheim et Sidonie Werner (1860-1932). 
Interdite en 1938 par les nazis, elle est refondée en 1953 par Lilli Marx (de), journaliste, Ruth Galinski et Jeanette Wolff.

## Histoire

### A l'origine du mouvement, une volonté d'émancipation
Dès 1899, il existait, en Allemagne, Association des femmes protestantes allemandes (de) et, à partir de 1903, l'Association des femmes catholiques. C'est l'époque de la première vague du mouvement féministe, au cours de laquelle les femmes se battent pour obtenir davantage de droits. Ces années ont été marquées par un boom de la création d'associations féminines. A partir de 1907, la ligue est membre de la Bund Deutscher Frauenvereine (BDF), qui est l'organisation faîtière des associations féminines bourgeoises.
Contrairement aux associations masculines, la ligue des femmes juives ne se considère pas comme une organisation de défense contre les violences antisémites ou l'assimilation émancipatrice, mais comme une communauté d'intérêts pour la culture juive. Elle revendique clairement la tradition juive et veut laisser les femmes agir dans le cadre de cette tradition. Certaines femmes membres du groupe viennent de familles qui se sont déjà tellement éloignées de la tradition juive où les hommes essaient de dissimuler leur identité juive. Ces femmes veulent contrer cette acculturation et développent une conscience féminine de la charité religieuse (Tsedaka). Dans le cadre de ce travail social, l'Office central de bienfaisance des Juifs en Allemagne (Zentralwohlfahrtsstelle der Juden in Deutschland (de) ou ZWSt) est fondé en 1917. 
Avec la fondation de la Ligue des revendications politiques concernant le droit de vote dans la communauté religieuse et un plus grand droit de parole pour les femmes apparaissent de manière hésitante. Ces revendications ne sont pas aussi radicales que dans d'autres associations confessionnelles de femmes, mais elles ont une grande portée dans la communauté religieuse, car l'exclusion des femmes juives des actes de culte est alors profondément enracinée dans la tradition. La JFB veut à cet égard libérer le judaïsme de son formalisme et prend ainsi ses distances avec les associations sœurs du B’nai-B’rith (de), d'orientation orthodoxe. 
Dans ce but, l'organisation a pris contact avec des rabbins et s'enquiert des possibilités que la loi juive accorde aux femmes. Le mouvement remet ainsi en question la suprématie de l'homme, ce qui ne va pas sans poser problème car les hommes n'acceptent l'activité des femmes que si elles agissent dans leur rôle traditionnel. Avec ces aspirations, la Fédération des femmes juives impose ses exigences de manière plus résolue que les associations féminines chrétiennes comparables, ce qui ne va pas sans conflits avec les femmes juives orthodoxes.

### La lutte contre la traite des jeunes filles juives
Le JFB considère que l'une de ses principales missions est de lutter contre la traite des jeunes filles, car les jeunes filles juives étaient souvent vendues à l'Ouest. Il existe au début du XXe siècle un vaste réseau de trafiquants de filles opérant de l'Europe de l'Est jusqu'à l'Amérique du Nord et du Sud. De fausses promesses sont faites aux filles d'Europe de l'Est, qui tombent dans des réseaux de prostitution. Bertha Pappenheim a participé pour la première fois à une conférence sur la question de la traite des blanches en 1902.
Au cours des décennies qui ont suivi sa création, la Ligue a mis en place des institutions destinées à offrir protection et assistance aux jeunes filles d'Europe de l'Est. Les premières mesures comprennent des foyers pour les filles qui ont besoin d'un asile et des offres d'emploi. Pour la Ligue des femmes de Bertha Pappenheim, la protection la plus efficace pour ces jeunes filles est une formation professionnelle qui leur permette d'assurer leur subsistance.

### Le foyer des enfants de Wyk auf Föhr
L'association des femmes juives a ouvert en 1927 à Wyk sur l'île de Föhr le foyer pour enfants juifs, qui sert avant tout de sanatorium et de refuge pour des jeunes, atteints de tuberculose.
Dès 1933, les enfants et le personnel sont intimidés et harcelés. En 1935, les enfants juifs sont considérés comme "indésirables" sur l'île, leur séjour devenant de plus en plus difficile. En juin 1938, la maison brûle à la suite d'une panne électrique. L'administration locale émet de "sérieuses réserves" quant à une reconstruction. L'institution continue de fonctionner dans une autre maison : la maison Weinberg.
Pendant la nuit de pogrom du 9 au 10 novembre 1938, la maison Weinberg est attaquée par des partisans du parti nazi. Après une course à travers les rues de Wyk, les derniers enfants juifs sont exfiltrés hors de l'île, dans un bateau à moteur. Les bâtiments qui ne sont pas rasés sont confisqués et revendus dans le cadre de l'aryanisation.

### Refondation après-guerre
En 1953, Lilly Marx, Ruth Galinski et Jeanette Wolff refondent la Ligue des femmes juives. L'association adhère, en 1954, au International Council of Jewish Women. Lilly Marx assure la présidence du mouvement jusqu'en 1972. 